# لاين كار
لاين كار (25 مارس 1977 في المملكة المتحدة - ) (بالإنجليزية: Iain Carr)‏ هو لاعب كريكت بريطاني. لعب مع نادي مقاطعة ستافوردشاير للكريكت ‏.

## وصلات خارجية
- لاين كار على موقع إي آس بي آن كريك إنفو (الإنجليزية)